# Schaumstrahlrohr

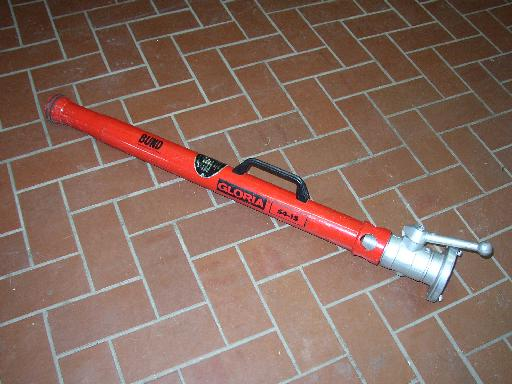
Schwerschaumrohr S4

Schaumstrahlrohre sind speziell zur Herstellung von Löschschaum konzipierte Strahlrohre und gehören damit zu den wasserführenden Armaturen der Wasserabgabe bei der Feuerwehr. Im Schaumrohr wird das Wasser-Schaummittel-Gemisch aus dem Zumischer mit Luft versetzt und als Löschschaum ausgeworfen. Sie waren bis 2014 in DIN 14366 genormt, die grundsätzlich zwei Typen unterschied: Schwer- und Mittelschaumstrahlrohre. Zusätzlich gibt es auch Kombischaumstrahlrohre, die beide Varianten in sich vereinigen, indem das Schwerschaumstrahlrohr im Mittelschaumstrahlrohr angebracht ist. Über einen Hebel wird zwischen beiden Funktionen umgeschaltet.
Während mit Schaumstrahlrohren nur Mittel- und Schwerschaum produziert werden kann, benötigt man zur Herstellung von Leichtschaum Leichtschaumgeneratoren.

## Genormte Schaumstrahlrohre

### Schaumstrahlrohr-Typen nach DIN (bis 2014)

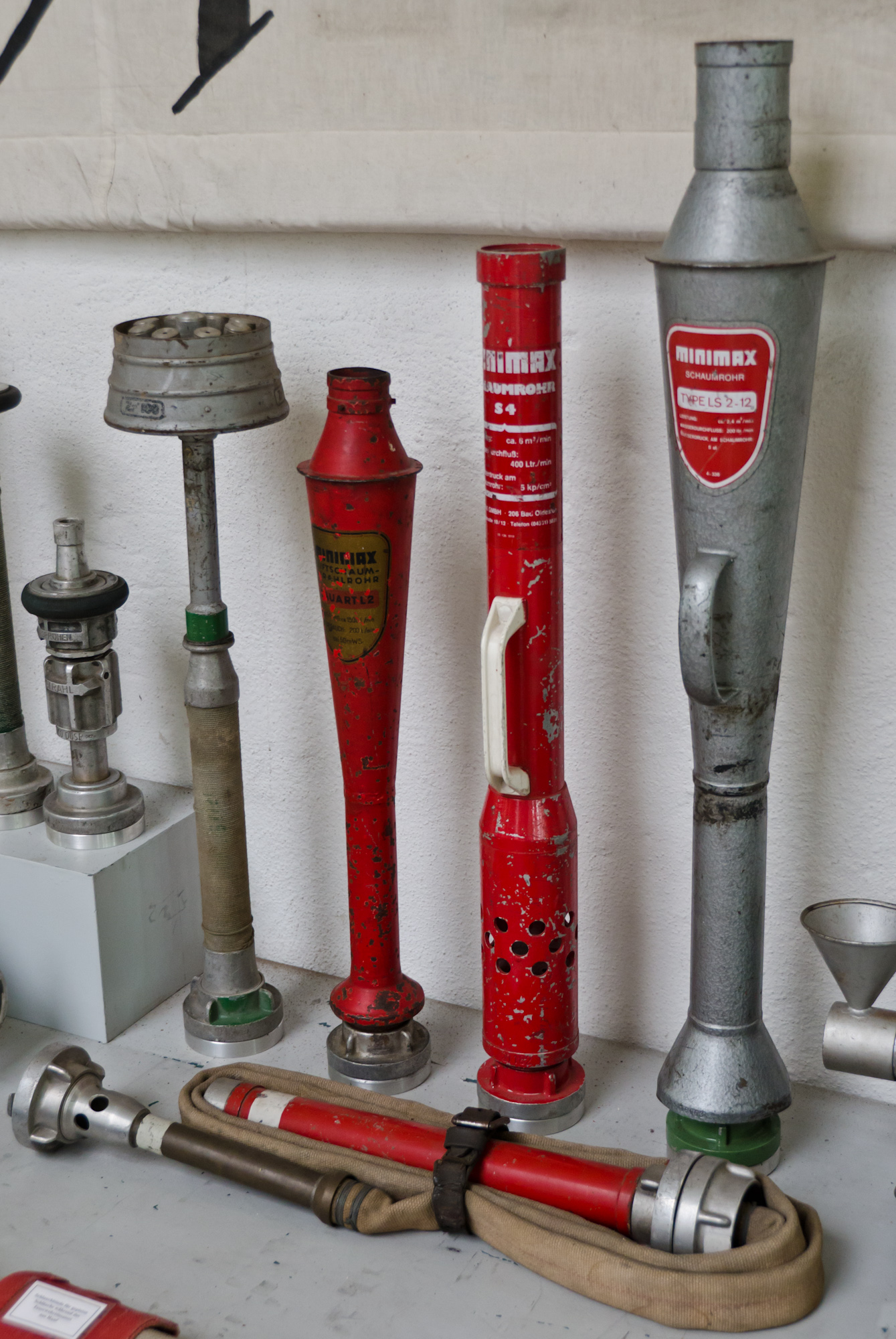
Verschiedene Schaumrohre im Feuerwehrmuseum Stuttgart

Die Strahlrohre laut DIN-Norm unterscheiden sich in ihren Kenngrößen:
| Bezeichnung | Typ              | Volumenstrom Flüssigkeit [L/min] | Mindest-VZ nach DIN (MBS) | resultierende Schaummenge [m³/min] | Mindest-Wurfweite [m] |
| ----------- | ---------------- | -------------------------------- | ------------------------- | ---------------------------------- | --------------------- |
| S2          | Schwerschaumrohr | 200                              | 10                        | 2                                  | 10                    |
| S4          | Schwerschaumrohr | 400                              | 10                        | 4                                  | 20                    |
| S8          | Schwerschaumrohr | 800                              | 10                        | 8                                  | 25                    |
| M2          | Mittelschaumrohr | 200                              | >40                       | 8                                  | 6                     |
| M4          | Mittelschaumrohr | 400                              | >40                       | 16                                 | 7                     |
| M8          | Mittelschaumrohr | 800                              | >40                       | 32                                 | 10                    |
| M2W         | Mittelschaumrohr | 200                              | >20                       | 4                                  | 12                    |
| M4W         | Mittelschaumrohr | 400                              | >20                       | 8                                  | 20                    |
| M8W         | Mittelschaumrohr | 800                              | >20                       | 16                                 | 25                    |

Mittelschaumrohre mit dem Zusatz W haben eine besonders hohe Wurfweite, dafür jedoch eine geringere Verschäumung. Die Durchflussmengen beziehen sich auf einen Eingangsdruck am Schaumrohr von 5 bar.
Schwerschaumrohre müssen zusätzlich mit AFFF und Proteinschaummittel eine Verschäumungszahl von mindestens 5 erreichen.

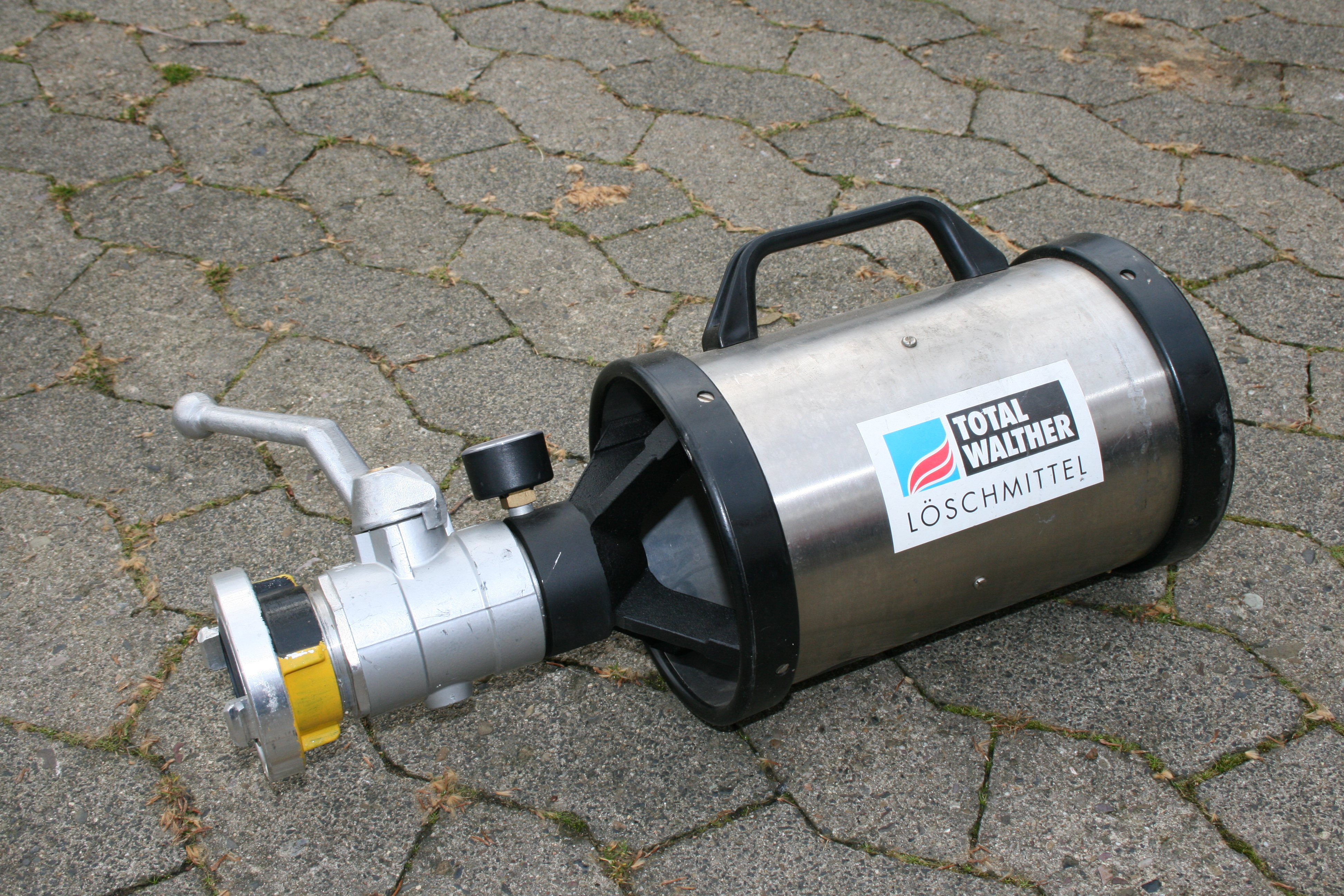
Mittelschaumrohr – moderne, kürzere Bauart

Schaumstrahlrohre bestehen aus einem Gehäuse mit Festkupplung und Handgriff, einer Düse, einer Luftansaugöffnung und – bei allen Schwerschaumrohren alter Bauart und Mittelschaumrohren – einem Veredlersieb. Das Gehäuse, welches meist aus Stahlblech gefertigt ist, ist bei Schwerschaumrohren schlank und röhrenförmig, während es bei Mittelschaumrohren eher kurz und gedrungen ist. Die Luftansaugöffnungen befinden sich in der Nähe der Düse; ihr Durchmesser richtet sich nach der Art des Schaumrohrs.
Beim Einsatz strömt das Wasser durch die Düse(n) und wird fein verteilt. Durch den Zutritt von Luft (Injektor-Prinzip) bilden sich Schaumblasen. Dabei sollte auf einen konstanten Druck (vorwiegend 5 bar) geachtet werden, da sonst die Qualität des Schaums sinkt. Besonders bei Mittelschaum sollte darauf geachtet werden, dass bei zu hohem Druck der Schaum bereits wieder im Schaumstrahlrohr zerstört wird. Bei richtigem Druck, jedoch zu geringer Durchflussmenge, wird nicht die eingestellte Schaumart erzeugt. 
Das grundlegende Funktionsprinzip der Schaumstrahlrohre geht auf den Berliner Patentanwalt Clemens Wagner zurück. Dieser erfand im Jahr 1923 ein Luftschaumstrahlrohr, welches unter dem Namen Kometrohr bekannt wurde. Im Jahr 1932 meldete Wagner sein Patent an. Allerdings verwendeten die Kometrohre einen Düsenstock aus 3 Düsen, die heutigen Schaumrohre verwenden üblicherweise nur eine Düse.
Dies war der letzte Normungsstand der deutschen Schaumgerätenormen:
- DIN 14366:2011-01 Tragbare Schaumstrahlrohre PN 16
- DIN 14384:2011-01 Schaummittel-Zumischer PN 16, selbstansaugend
- DIN 14819:2011-01 D-Ansaugschlauch für Löschmittelzusätze

### Schaumstrahlrohr-Typen nach EN (ab 2015)
Die o. g. deutschen Schaumgerätenormen sind 2015 durch folgende europäische Normen abgelöst worden:
DIN EN 16712-XX Tragbare Geräte zum Ausbringen von Löschmitteln, die mit Feuerlöschpumpen gefördert werden – Tragbare Schaumgeräte …
… Teil 1: Zumischer PN 16; Deutsche Fassung EN 16712-1:2015
… Teil 2: Ansaugschlauch; Deutsche Fassung EN 16712-2:2015
… Teil 3: Schwer- und Mittelschaumstrahlrohre PN 16; Deutsche Fassung EN 16712-3:2015
… Teil 4: Leichtschaum-Generatoren PN 16; Deutsche Fassung EN 16712-4:2018
Neu hinzugenommen ist die Norm über Leichtschaum-Generatoren. Die Leistungsdaten der Schaumrohre nach DIN EN entsprechen in der Praxis weitgehend denen der zuvor erläuterten DIN.
In der letzten veröffentlichten Fassung von DIN 14384:2011-01 Schaummittel-Zumischer PN 16, selbstansaugend, wurden auf Anwenderwunsch auch Zumischer mit einem Volumenstrom von unter 200 L/min in die Norm aufgenommen. Dies ist in die Euronorm übernommen worden: Das Gesamtspektrum reicht nun vom Z0,5 bis zum Z8 mit Zumischraten jeweils im Bereich von 0,1 % bis 6 %.
Kennzeichnung des Volumenstroms der Schaumgeräte nach EN 16712
Im Zuge der europäischen Normung ist seit dem Jahr 2015 eine Kennzeichnung des Volumenstromes der am weitesten verbreiteten Schaumgeräte mit Volumenströmen von 200, 400 bzw. 800 L/min festgelegt worden. Es wird empfohlen, diese Kennzeichnungen auch nachträglich an den 65 jeweiligen Geräten anzubringen. Sofern die Kennzeichnungsfarbe derjenigen der Armatur entsprechen würde (z. B. rote Banderole auf Z4), so kann sie entfallen. Leider hat sich diese Kennzeichnung in Deutschland bisher weder bei Neugeräten noch bei Gebrauchtgeräten durchgesetzt.
| Nomineller Volumenstrom nach EN [L/min] bei 6,5 bar Ausgangsdruck des Zumischers | Kennzeichnungsfarbe (Banderole o. ä.) nach EN 16712 |
| -------------------------------------------------------------------------------- | --------------------------------------------------- |
| 200                                                                              | Gelb                                                |
| 400                                                                              | Rot                                                 |
| 800                                                                              | Blau                                                |

## Nicht genormte Schaumrohre

### Schaumpistole

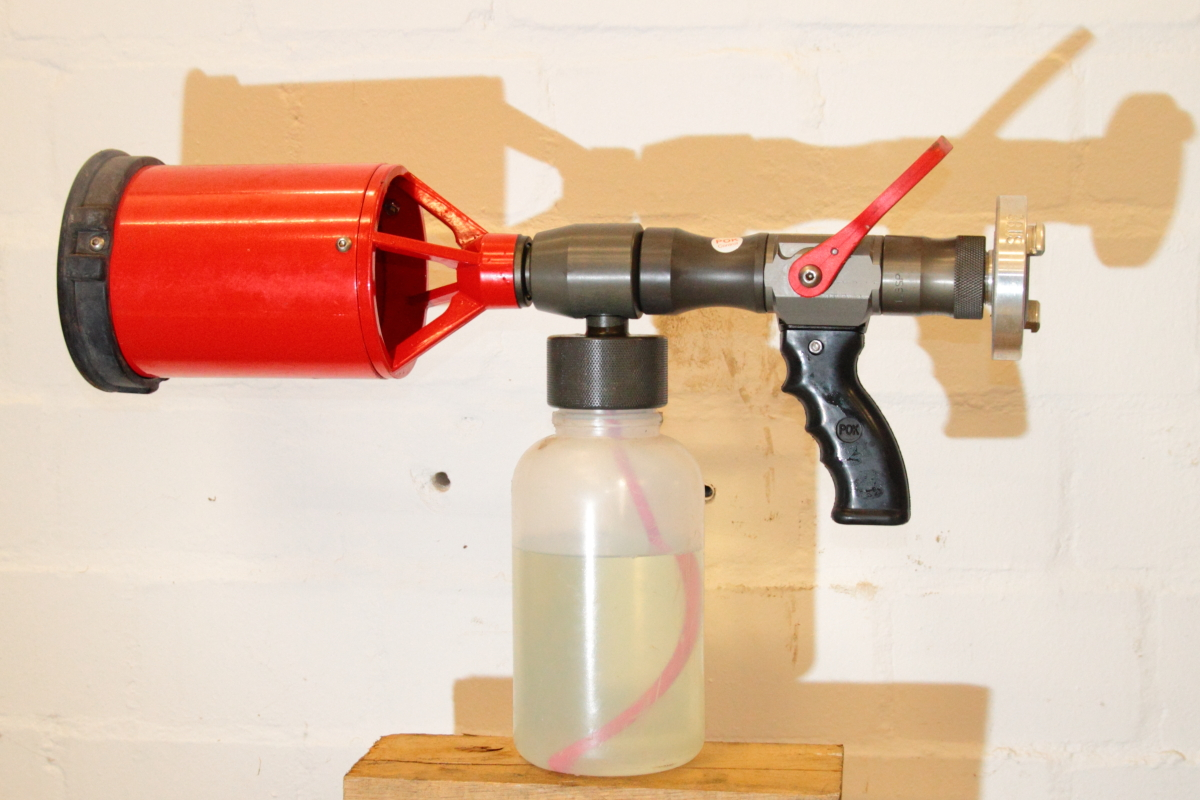
Schaumpistole

Die Schaumpistole ist eine nicht nach DIN genormte Kombination aus Schaumrohr, Zumischer und Schaummittelbehälter. Das Schaummittelkonzentrat befindet sich in einer Kunststoffflasche, die direkt an der Schaumpistole befestigt wird. Die Schaumpistole eignet sich nur für kleine Einsätze.
Die Wasserabgabe erfolgt entweder mittels eines Hebels, ähnlich dem eines Hohlstrahlrohres, oder mittels eines vor dem Griff befestigten Abzuges, welcher ständig gedrückt bleiben muss.
Mit der Füllung einer Kunststoffflasche kann man einen Schaumteppich von ca. 5 m² legen, bei einer Höhe von ca. 30 cm. Die Wurfweite beträgt etwa 1 bis 1,5 m.